# Lněnka bavorská
Lněnka bavorská (Thesium bavarum) je druh poloparazitické vytrvalé byliny vyrůstající řídce i v několika lokalitách Čech a Moravy.

## Rozšíření
Vyskytuje se převážně jen v Evropě; nejvíce na jihovýchodě Francie, severu Itálie, ve Švýcarsku, Německu, na Balkánském poloostrově a v České republice kterou probíhá její severní hranice rozšíření. Izolovaně dále roste v Řecku a mimo Evropu v Turecku.
V ČR se hlavně nachází v Českém středohoří a Českém krasu, ojediněle na úpatí Krušných a Doupovských hor, na Litoměřicku, Podřipsku a nově i na Moravě v Podyjí. Nejčastěji vyrůstá v mezofytiku a termofytiku na vápencovém nebo opukovém podloží na světlých okrajích lesů a křovin nebo travnatých stepních svazích. Vyskytuje se v rozmezí nadmořské výšky 240 až 700 m. V Česku je součásti společenstev svazů Quercion pubescenti-petraeae, Prunion fruticosae a Prunion spinosae.

## Popis
Lněnka bavorská je vytrvalá, poloparazitická rostlina z jejíhož dřevnatého, tlustého, rozvětveného, vícehlavého oddenku s plazivými výběžky vyrůstají přímé nebo vystoupavé lodyhy. Ty bývají lysé, jemně podélně rýhované a dorůstají do výšky 15 až 70 cm, v horní půli se často rozvětvuje. Na lodyhách vyrůstají lysé, podlouhlé, čárkovité nebo kopinaté listy o délce 2 až 7 cm a šířce 2 až 8 mm. Čepele mají nejčastěji třížilné (důležitý určující znak druhu), obvykle dlouze zašpičatělé, barvy žlutozelené nebo tmavě zelené, jejich okraje jsou celokrajné nebo vzácně drobně pilovité.
Řídké, složené, latovité květenství vyrůstá v horní třetině až čtvrtině lodyhy. Tvoří ho větvičky 1. řádu dlouhé 3 až 15 cm a květonosné větvičky 2. řádu o délce 0,5 až 3 cm nesoucí 1 až 3 květy. Žlutozelené nebo zelené jedno až třížilné listeny jsou podlouhlé nebo úzce kopinaté, celokrajné či drobně zoubkované, 3 až 8 mm dlouhé a 1 až 2 mm široké. Kopinatý listen středního květu ve vidlanu je znatelně největší, dosahuje délky 8 až 20 mm a šířky 2 až 4 mm; střední květ je podepřen obvykle jedním, ostatní dva rostoucí na delších stopkách třemi listeny.
Pětičetné nebo řidčeji čtyřčetné oboupohlavné stopkaté květy
mají 2,5 až 4 mm dlouhé vytrvalé, zvonkovité okvětí které je v horní čtvrtině rozděleno do vejčitých trojúhelníkových cípů, z vnější strany jsou žlutozelené až nazelenalé a z vnitřní bílé. V květu je pět tyčinek s prašníky a jeden pestík s kulovitou bliznou. Vykvétají v květnu až srpnu.
Plody vyrůstají na kratičkých stopkách nebo jako přisedlé, jsou elipsoidního nebo vejčitého tvaru 2 až 3,5 mm dlouhé. Jejich barva je žlutozelená, zelená nebo hnědá, jsou podélně žilkované a částečně pokryty až 1 mm dlouhými cípy kuželovitého okvětí stočeného dovnitř. Ploidie je 2n = 24.

## Ohrožení
Míst na kterých lněnka bavorská vyrůstá postupně ubývá a rostlina se stává stále vzácnější a vzácnější, byť jí vymizení dosud přímo nehrozí. Byla proto v „Seznamu cévnatých rostlin květeny České republiky“ z roku 2012 (stejně jako v létech předešlých) zařazena mezi silně ohrožené druhy (C2 b).